# Chen Feifei
Chen Feifei (chinesisch 陳菲菲 / 陈菲菲, Pinyin Chén Fēifēi; * 15. März 1997) ist eine ehemalige chinesische Bahnradsportlerin, die auf die Kurzzeitdisziplinen spezialisiert war.

## Sportliche Laufbahn
2014 hatte Chen Feifei erste internationale Erfolge in Sprint, 500-Meter-Zeitfahren und Teamsprint bei einem C1-Rennen für Junioren in Peking.
2020 errang Chen Feifei erste internationale Medaillen bei Rennen der Elite und wurde zweifache Asienmeisterin im Zeitfahren sowie im Teamsprint. Gemeinsam mit Zhong Tianshi belegte sie bei den UCI-Bahn-Weltmeisterschaften 2020 in Berlin im Teamsprint Rang drei.

## Erfolge
2020
- Asienmeisterin – 500-Meter-Zeitfahren, Teamsprint (mit Zhuang Wei und Zhang Linyin)
- Weltmeisterschaft – Teamsprint (mit Zhong Tianshi)